# Jakobsleiter (Pflanze)
Die Jakobsleitern (Polemonium) – der deutschsprachige Trivialname leitet sich von der biblischen Jakobsleiter ab –,  auch Himmelsleiter oder Sperrkraut genannt, ist eine Pflanzengattung aus der Familie der Sperrkrautgewächse (Polemoniaceae). Die 20 bis 30 Arten sind auf der Nordhalbkugel in Nordamerika und Eurasien weitverbreitet.

## Beschreibung

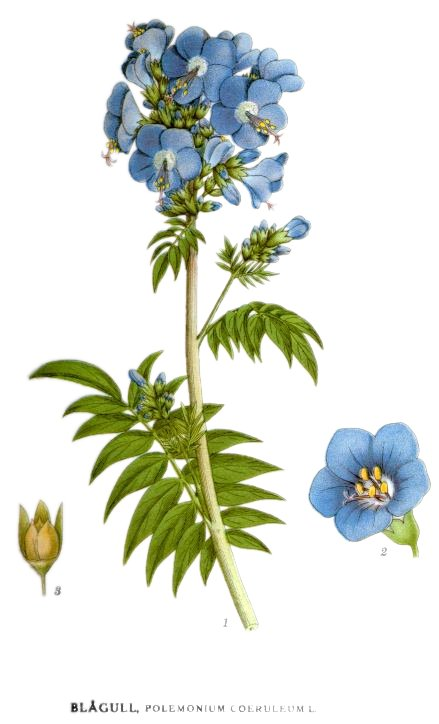
Illustration der Blauen Himmelsleiter (Polemonium caeruleum)

### Vegetative Merkmale
Jakobsleiter-Arten sind meist ausdauernde, selten einjährige, krautige Pflanzen und können Wuchshöhen von 10 bis 100 Zentimetern erreichen. Ausdauernde Arten bilden Rhizome. Die Stängel sind liegend bis selbstständig aufrecht. Die oberirdischen Pflanzenteile sind drüsig oder nichtdrüsig behaart oder kahl (Indument).
Die wechselständig am Stängel angeordneten Laubblätter können gestielt oder sitzend sein. Die Blattspreiten sind gefiedert zusammengesetzt. Die Blattfiedern sind einfach oder geteilt.

### Generative Merkmale
Die Blüten stehen in meist endständigen, zymösen oder köpfchenförmigen Blütenständen zusammen.
Die zwittrigen Blüten sind radiärsymmetrisch mit doppelter Blütenhülle. Die Kelchblätter sind glockenförmig verwachsen und alle Kelchzipfel sind von gleicher Form sowie Größe. Die weißen bis blauen oder purpurfarbenen Kronblätter sind radförmig oder trichterförmig verwachsen und die Krone ist flach ausgebreitet. Die Staubblätter setzen sämtlich auf gleicher Höhe im unteren Teil der Kronröhre an, die behaarten Staubfäden sind von gleicher Länge. Die Staubfäden sind an ihrer Basis behaart. Die Staubbeutel können die Blütenkrone überragen. Der Fruchtknoten weist eine Länge und einen Durchmesser von etwa 1 Millimeter auf. Der Griffel kann die Blütenkrone überragen. Der Pollen besitzt 30 bis 100 Aperturen (pantoaperturat).
Die eiförmigen bis kugeligen Kapselfrüchte öffnen sich längs der Fächer, je Fach enthalten sie ein bis zwölf Samen. Die braunen bis schwarzen Samen sind bei einer Länge von 1 bis 3 Millimetern eiförmig bis elliptisch.
Die Chromosomenzahl beträgt 2n = 18.

## Standorte
Polemonium-Arten gedeihen in Wäldern, Buschland und an gemäßigt-feuchten Standorten.

## Systematik und Verbreitung

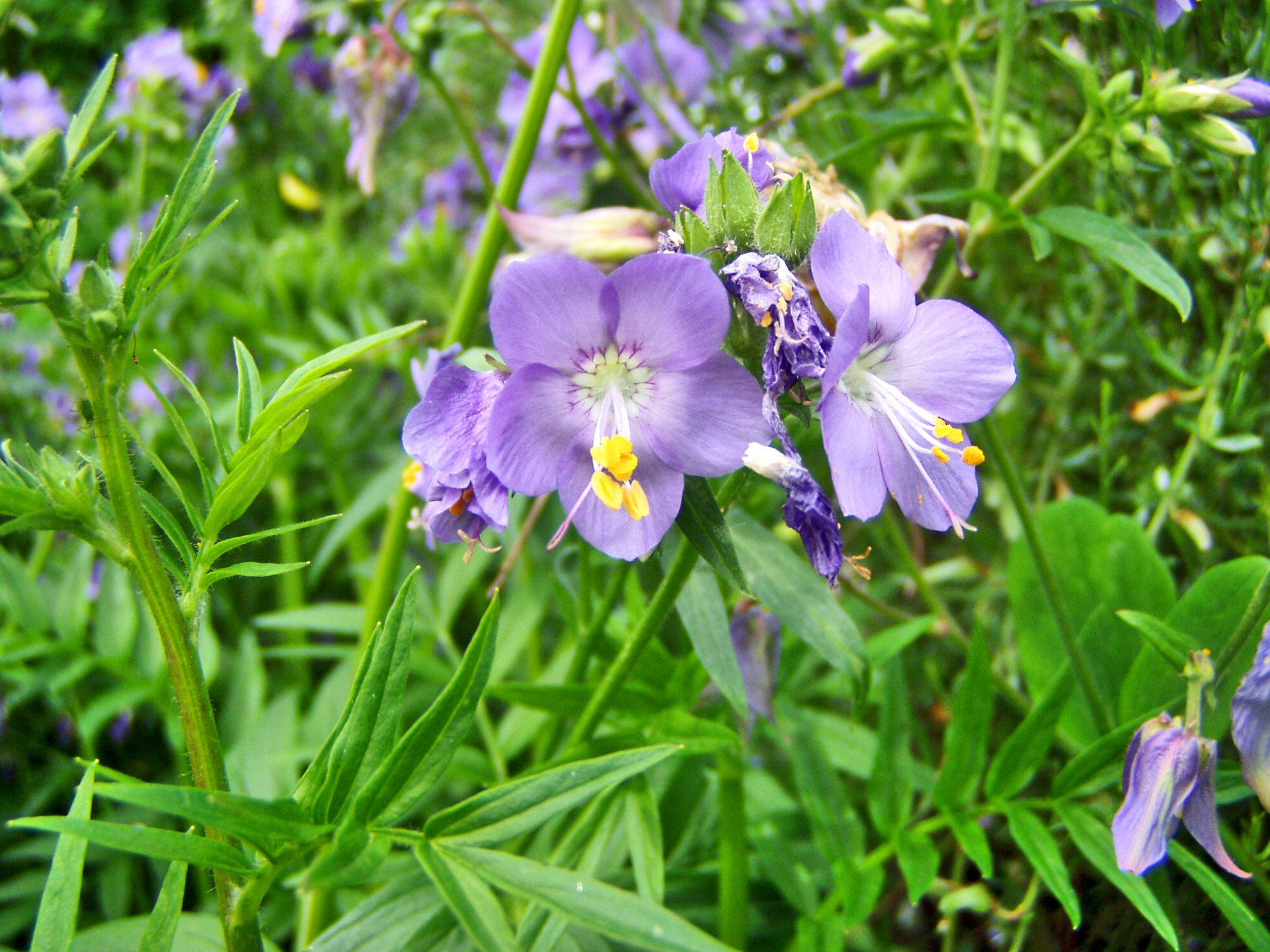
Polemonium caeruleum

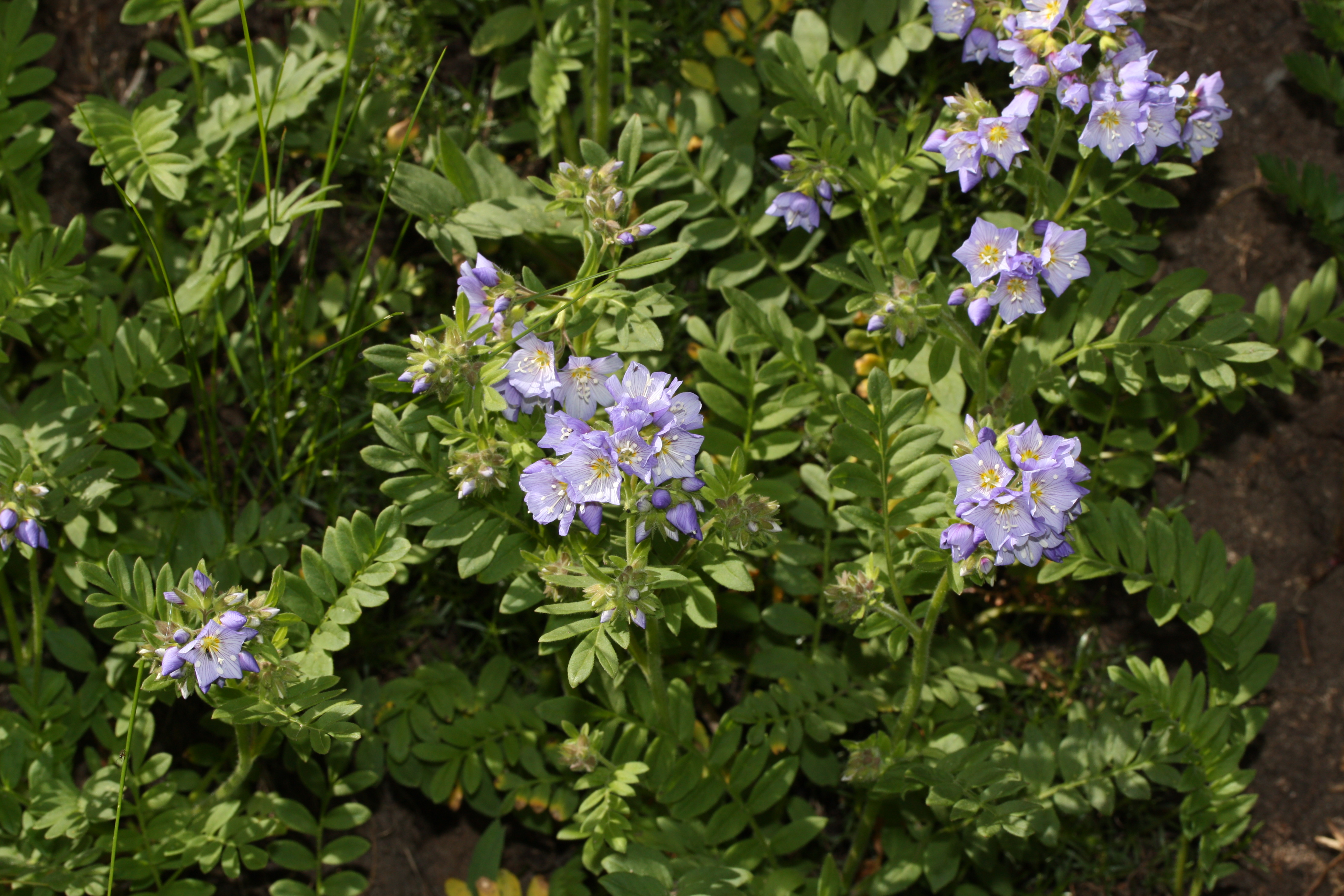
Polemonium californicum

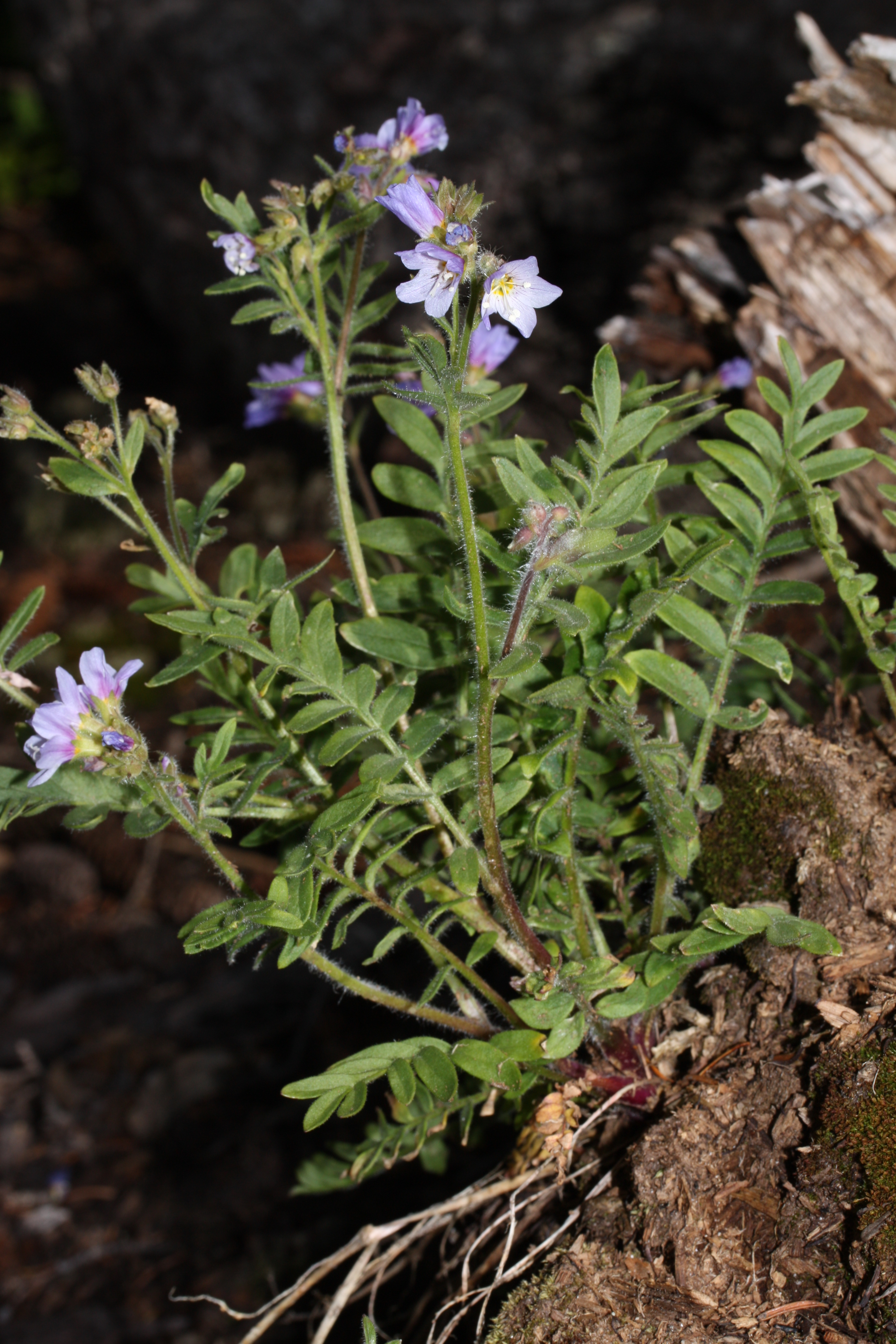
Polemonium pulcherrimum

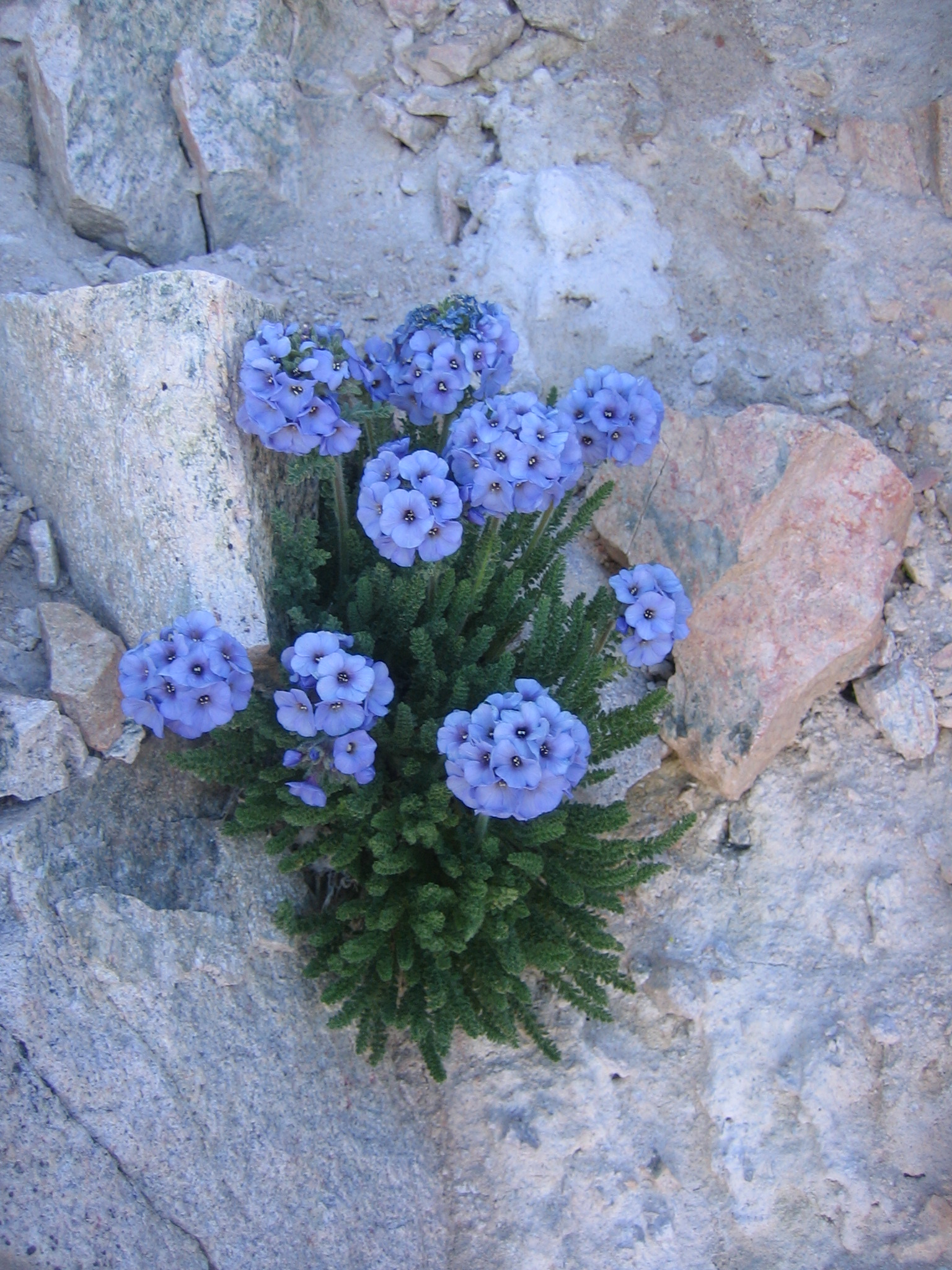
Polemonium viscosum

Polemonium ist die namengebende Gattung der Familie der Polemoniaceae sowie der Unterfamilie der Polemonioideae.
Die Gattung Polemonium wurde 1753 durch Carl von Linné aufgestellt.
Die Gattung Polemonium findet sich in Nordamerika und Eurasien.
Die Gattung Polemonium umfasst 20 bis 30 Arten (Auswahl):
- Polemonium antarcticum Griseb.
- Polemonium boreale  Adams: Sie kommt im äußersten Norden Europas (Norwegen, Spitzbergen, Jan Mayen), Nordamerikas (Alaska, Kanada, Grönland) und Asiens (Sibirien bis Kamtschatka) vor.[2]
- Polemonium brandegeei (A.Gray) Greene
- Blaue Himmelsleiter (Polemonium caeruleum L.): Sie ist mit mehreren Unterarten in Eurasien und Nordamerika verbreitet, darunter:
  - Polemonium caeruleum L. subsp. caeruleum
  - Polemonium caeruleum subsp. himalayanum (Baker) H.Hara
  - Polemonium caeruleum subsp. villosum (Rudolph ex Georgi) Brand (Syn.: Polemonium acutiflorum Willd. ex Roem. & Schult., Polemonium racemosum  Kitam.)
  - Polemonium caeruleum subsp. yezoense (Miyabe & Kudô) H.Hara (Syn.: Polemonium yezoense  (Miyabe & Kudô) Kitam.)
- Polemonium californicum  Eastw.: Sie kommt in Idaho, Oregon, Washington und Kalifornien vor.[2][1]
- Polemonium carneum A.Gray: Sie kommt im westlichen Nordamerika von Washington bis zum zentralen Kalifornien vor.[1]
- Polemonium caucasicum N.Busch
- Polemonium chartaceum H.Mason: Dieser Endemit kommt in Kalifornien nur in den Sweetwater Mountains sowie White Mountains vor.[1]
- Polemonium chinense (Brand) Brand: Sie kommt in zwei Varietäten in China, Korea, in der Mongolei und im östlichen Russland vor.[3]
- Polemonium confertum A.Gray
- Polemonium cuspidatum
- Polemonium delicatum Rydb.
- Polemonium eddyense Stubbs: Dieser Endemit kommt in Kalifornien nur auf dem Mount Eddy vor.[1]
- Polemonium elegans Greene: Sie kommt im westlichen Nordamerika nur von British Columbia bis Washington vor.[2]
- Polemonium eximium Greene: Dieser Endemit kommt in Kalifornien nur in der zentralen bis südlichen Sierra Nevada vor.[1]
- Polemonium foliosissimum A.Gray: Sie kommt in den USA vor.[2]
- Polemonium grandiflorum Benth.
- Polemonium hultenii Hara
- Polemonium hyperboreum Tolm.
- Polemonium longii Fernald
- Polemonium macranthum Klokov
- Polemonium mellitum (A.Gray) A.Nelson
- Polemonium mexicanum Cerv. ex Lag.
- Polemonium micranthum Benth. (Syn.: Polemonium gayanum  Brand): Sie kommt im westlichen Nordamerika von British Columbia bis Kalifornien sowie Montana vor und in Südamerika in Argentinien sowie Chile vor.[2][1]
- Polemonium nevadense Wherry
- Polemonium occidentale Greene: Sie kommt : Sie kommt im westlichen Nordamerika von British Columbia bis Kalifornien vor.[1]
- Polemonium pauciflorum S.Watson
- Polemonium pectinatum Greene: Sie kommt nur im westlichen US-Bundesstaat Washington vor.[2]
- Polemonium pilosum (Greenm.) G.N.Jones
- Polemonium pulcherrimum  Hook.: Sie kommt in zwei Varietäten von Alaska über Kanada bis ins zentrale Kalifornien vor.[2]
- Polemonium reptans L.: Sie kommt nur in den USA vor.[2]
- Polemonium sumushanense G.H. Liu & Ma: Sie kommt nur in der Inneren Mongolei vor.[3]
- Polemonium vanbruntiae Britton: Sie kommt nur in den nordöstlichen USA vor.[2]
- Polemonium viscosum Nutt.

## Belege
1. 1 2 3 4 5 6 7 8 9 10 11 12 13 14 15 16 17  
Rebecca L. Stubbs, Ruth E. Timme, Dieter H. Wilken: Datenblatt Polemonium. In: Jepson Flora Project (Hrsg.) Jepson eFlora, Revision 2, 2014.
2. 1 2 3 4 5 6 7 8 9  
Polemoniaceae im Germplasm Resources Information Network (GRIN), USDA, ARS, National Genetic Resources Program. National Germplasm Resources Laboratory, Beltsville, Maryland. Abgerufen am 27. Oktober 2018.
3. 1 2  
Ruizheng Fang, Dieter H. Wilkins: Polemoniaceae A. L. Jussieu- textgleich online wie gedrucktes Werk, In: Wu Zheng-yi, Peter H. Raven, Deyuan Hong (Hrsg.): Flora of China. Volume 16: Polemoniaceae. Science Press und Missouri Botanical Garden Press, Beijing und St. Louis 2010.